# Сингх, Амреш Кумар
Амреш Кумар Сингх (непальск. अमरेश कुमार सिंह; род. 5 сентября 1970, Сарлахи, Мадхеш, Непал) — непальский политический деятель, депутат 2-го Учредительного собрания (2014—2017) и Палаты представителей (с 2018).

## Биография
Родился 5 сентября 1970 года в районе Сарлахи, расположенном на территории современной провинции Мадхеш, Непал.
После окончания обучения начал политическую карьеру, вступив в партию «Непальский конгресс». В январе 2014 года он вступил в должность депутата 2-го Учредительного собрания Непала от 6-го избирательного округа Сарлахи, пробыв на этом посту до 14 октября 2017 года. На парламентских выборах 2017 года Сингх был избран депутатом Палаты представителей Непала от 4-го избирательного округа Сарлахи в качестве члена «Непальского конгресса», войдя в состав парламентского Комитета по вопросам государственного регулирования.
В 2022 году он покинул партию, однако, смог переизбраться в Палату представителей от своего избирательного округа в качестве независимого кандидата.